# Jöns Ulfsson (Roos af Hjelmsäter)
Jöns Ulfsson (Roos af Hjelmsäter), född på 1400-talet, död mellan 1500–1508, var en svensk riddare.

## Biografi
Jöns Ulfsson (Roos af Hjelmsäter) var son till riksrådet Ulf Petersson (Roos af Hjelmsäter) och Birgitta Jönsdotter (Lejonansikte, Bengt Nilssons ätt). Han var 1497 riddare vid kung Hans körning. Jöns Ulfsson avled mellan 1500–1508.

### Egendom
Jöns Ulfsson ägde Ervalla herrgård i Ervalla socken. Han ägde 30 gårdar i Ervalla socken och gods i Östergötland, Småland, Närke, Södermanland och Värmland. Ägde genom sitt giftermål gods i Djursholm, med underlydande gårdar i Danderyds socken, Vallentuna socken och Solna socken.

### Familj
Jöns Ulfsson var gift med Ingeborg Larsdotter (Tott), dotter till hövitsmannen Lars Axelsson (Tott) på Raseborg och Karin Eriksdotter Nipertz. De fick tillsammans dottern Brita Jönsdotter (Roos af Hjelmsäter) som var gift med riddaren, hövitsmannen Erik Nilsson (Gyllenstierna), riksrådet, hövitsmannen Måns Bryntesson (Lilliehöök aaf Fårdala) och riddaren, riksrådet Christoffer Andersson (Röd).